# Ормеа
Ормеа (итал. Ormea) је насеље у Италији у округу Кунео, региону Пијемонт.
Према процени из 2011. у насељу је живело 1276 становника. Насеље се налази на надморској висини од 695 м.

## Становништво
Према резултатима пописа становништва 2011. у општини је живело 1.723 становника.
| 1931. | 1936. | 1951. | 1961. | 1971. | 1981. | 1991. | 2001. | 2011. |
| ----- | ----- | ----- | ----- | ----- | ----- | ----- | ----- | ----- |
| 5.167 | 4.816 | 4.583 | 3.841 | 3.248 | 2.694 | 2.284 | 1.967 | 1.723 |